# 前島貴志
前島 貴志（まえじま たかし、9月22日 - ）は、日本の日本語版ディレクター、元男性ナレーター・声優。千葉県出身。ワンダフルライフ所属。

## 人物
ナレーター・声優として活動していた時期はシグマ・セブンに所属していた。
特技は英語、スペイン語。

## 後任
持ち役を引き継いだ人物は以下の通り。
- 志賀麻登佳 - 『THE BLACKLIST/ブラックリスト』：アラム・モジタバイ

## 出演

### テレビアニメ
2004年
- サムライチャンプルー（米兵）

2005年
- あかほり外道アワーらぶげ 絶対正義ラブフェロモンVS外道乙女隊（戦闘員28号（父）、電磁パイロット、パイロット）
- 銀盤カレイドスコープ（協会理事）

2008年
- ネオ アンジェリーク Abyss -Second Age-（巡礼者）

2010年
- 名探偵コナン（外国人）

2012年
- エリアの騎士（アナウンサー）

2013年
- 銀河へキックオフ!!（ホテル従業員）
- クレヨンしんちゃん（トニー）

### 劇場アニメ
- クレヨンしんちゃん オラの引越し物語 サボテン大襲撃（2015年、メキシコTV番組）

### ゲーム
2006年
- マブラヴ オルタネイティヴ（アルフレッド・ウォーケン）

2007年
- アンチャーテッド エル・ドラドの秘宝
- マブラヴ ALTERED FABLE（アルフレッド・ウォーケン）

2011年
- MUV-LUV UNLIMITED THE DAY AFTER episode:01（アルフレッド・ウォーケン）

2012年
- MUV-LUV UNLIMITED THE DAY AFTER episode:02（アルフレッド・ウォーケン）

2013年
- MUV-LUV UNLIMITED THE DAY AFTER episode:03（アルフレッド・ウォーケン）

### ドラマCD
- 蒼い海に秘めた恋（本部長）
- 鍵のかたち（有賀久郎）
- 三千世界の鴉を殺し（伍長）
- シナプスの柩（小笠原）
- SASRA 2（ブリッツ）
- DEADLOCK（コーニング）
- ハーレム・ナイト 瑠璃色の王冠（アサドの側近）
- 姫君の輿入れ（ナレーション）
- 封殺鬼VI〜闇常世〜（神島の術者）
- 誘惑〜ファイナルステージ〜（フランス人）

### 吹き替え

#### 映画
- アート・オブ・デビル
- 悪の法則（競技場アナ）
- ウォール・ストリート
- エル・コロナド 秘境の神殿（ウィル）
- キング・オブ・パイレーツ
- キングダム・オブ・ヘブン
- ザ・シューター/極大射程
- ソーシャル・ネットワーク（教授）
- ダイ・ハード4.0（ランド（シリル・ラファエリ）、FBI技師2、アンカーマン 他）
- ダブリン上等!（オスカー（デヴィッド・ウィルモット））
- ディープ・ライジング コンクエスト
- ナイト&デイ
- ナショナル・トレジャー
- ナショナル・トレジャー リンカーン暗殺者の日記
- ハービー/機械じかけのキューピッド
- パイレーツ・オブ・カリビアン/呪われた海賊たち
- ファンタスティック・フォー:銀河の危機
- ファントムフォース
- 北京ヴァイオリン
- 微笑みに出会う街角

- メガ・パイソン（アマル（イムラン・カーン））
- 山猫は眠らない2
- ランダウン ロッキング・ザ・アマゾン
- 隣人は闇に潜む（リチャード・オルデン（ローク・クリッチロウ））
- Ray/レイ

#### テレビドラマ
- iCarly
- NCIS:LA 〜極秘潜入捜査班 シーズン2
- エコモダ〜愛と情熱の社長室（ミシェル・ペラン（パトリック・デルマス））
- 救命医ハンク セレブ診療ファイル（ラージ）
- グッド・ワイフ2
- グッド・ワイフ4（フレデリック・プランケット）
- グルメ探偵ネロ・ウルフ（ネロ・ウルフ）
- ザ・ホワイトハウス2
- 三国志 呂布と貂蝉
- CSI:2 科学捜査班（サイラス・ロックウッド刑事（ジェフリー・D・サムズ））
- CSI:ニューヨーク4（モートン・ブライト（ミーシャ・コリンズ））
- CSI:マイアミ6（クライン博士（ポール・シュルツ））
- The O.C.（ジミー・クーパー（テイト・ドノヴァン））
- 新ビバリーヒルズ青春白書3
- ブレイキング・バッド
- THE BLACKLIST/ブラックリスト シーズン1-2（アラム・モジタバイ（アミール・アリソン））
- BONES シーズン3（テリー・スティンソン）
- BONES シーズン4（アーサー・ビルブリー（ウィリアム・R・モーゼス））
- CHUCK/チャック
- デスパレートな妻たち
- ミス・マープル3 バートライム・ホテルにて（ジョエル・ブリテン）
- 誘拐交渉人
- ロズウェル - 星の恋人たち シーズン3（ベルボーイ、ゴルフ中継アナ）

#### アニメ
- マダガスカル3（警備員[5]）
- モンスターVSエイリアン
- ロボッツ

### ラジオドラマ
- ライムスター宇多丸のウィークエンドシャッフル Xmasスペシャル（運転手）

### ナレーション
- ETV特集「こどものきもち24じ」（NHK教育）
- 雲の上の虚構船 第1回（2011年、日本テレビ）
- 趣味悠々（NHK教育）
- 土よう親じかん（NHK教育）
- バルサ・エス・バルサ（J SPORTS）
- BBC謎と驚異の科学（ユーキャンDVDシリーズ）
- BS世界のドキュメンタリー（NHK-BS1）
- MY JAPAN
- メガスポ!（テレビ東京）

### ボイスオーバー
- アリスのおいしい革命（NHK-BS）
- 奇跡体験!アンビリバボー（フジテレビ）
- ザ!世界仰天ニュース（日本テレビ）
- 戦争史に残るリーダーたち（ディスカバリーチャンネル）
- 戦闘するデザイン（ヒストリーチャンネル）
- 10min.ボックス公民（NHK教育）
- 地球ドラマチック（NHK教育）
  - 「タイムスリップ! 恐竜時代 ザ・メーキング」（1999年）
- 発掘アジアドキュメンタリー選（NHK-BS1）
  - 「生理用ナプキン製造機を作った男〜インド〜」（2016年）
- BS世界のドキュメンタリー（NHK-BS1）
  - 「スペースシップアースの未来」（2013年）

### その他コンテンツ
- テレビでスペイン語（NHK教育）
- ルーヴル DNPミュージアムラボ 第6回展「1800年前、エジプトに生きた女性たちの肖像」（日本語版ナレーター）

## 日本語版演出
- ナショナルジオグラフィックチャンネル「地獄の地図 悪しき魂が集う闇」（2017年）